# Тіріка
Тіріка (Brotogeris) — рід птах родини папугових.

## Зовнішній вигляд
Довжина тіла у цих папуг від 20 до 25 см. Крила загострені й довгі (найдовше друге махове перо), середнє кермове пір'я трохи довше за крайні. Хвіст клиноподібний, середньої довжини, він коротший за крила. Піддзьобок і наддзьобок вузькі, кінчик тонкий і довгий, сильно загнутий.

## Розповсюдження
Живуть у тропічних районах Південної Америки.

## Спосіб життя
Цих папуг дуже часто можна побачити на землі, де вони годуються, добуваючи дзьобом зерна різних злаків. Кормом їм також служать бульби, кореневища й цибулини рослин. Їхні міцні ноги й майже прямий дзьоб допомагають добре й спритно відкопувати корм із землі. Вони можуть шкодити плодовим садам, добуваючи насіння яблук.

## Утримування
Це невибагливі папуги, швидко звикають до людини й стають ручними.

## Класифікація
Рід містить 8 видів:
- Хірірі (Brotogeris chiriri) (Vieillot, 1818)
- Тіріка жовтокрилий (Brotogeris chrysoptera) (Linnaeus, 1766)
- Тіріка синьокрилий (Brotogeris cyanoptera) (Pelzeln, 1870)
- Тіріка буроплечий (Brotogeris jugularis) (Statius Muller, 1776)
- Тіріка сірощокий (Brotogeris pyrrhopterus) (Latham, 1802)
- Тіріка жовтолобий (Brotogeris sanctithomae) (Statius Muller, 1776)
- Тіріка бронзовоплечий (Brotogeris tirica) (Gmelin, 1788)
- Тіріка амазонійський (Brotogeris versicolurus) (Statius Muller, 1776)